# Попов, Степан Иванович
Степан Иванович Попов (1912—1945) — участник Великой Отечественной войны, командир батареи 314-го артиллерийского полка (149-я стрелковая дивизия, 3-я гвардейская армия, 1-й Украинский фронт), старший лейтенант. Герой Советского Союза.

## Биография
Родился 24 апреля 1912 года в селе Локоть Российской империи, ныне Целинного района Алтайского края, в семье крестьянина. Русский.
Окончил 7 классов и рабфак.
В Красной Армии служил в 1936—1938 годах, участвовал в боях у озера Хасан в 1938 году. Член ВКП(б) с 1937 года. Затем работал мастером на агломерационной фабрике, был заместителем начальника политотдела Кузедеевской МТС. В августе 1943 года вновь призван в армию. В 1944 году окончил артиллерийское училище.
На фронте в Великую Отечественную войну с 1944 года. 18 февраля 1945 года в боях за город Христианштадт (ныне дзельница Кристовице города Новогруд-Бобжаньский) на реке Бобер старший лейтенант Степан Попов одним из первых переправился на западный берег реки. Действуя смело и решительно, отразил ожесточённую контратаку противника, пытавшегося столкнуть наших бойцов в реку, а затем огнём своей батареи под жестоким огнём противника обеспечил продвижение первого батальона 479-го стрелкового полка к городу. В этом бою Попов огнём из личного оружия уничтожил восемь немцев и личным примером воодушевлял бойцов на подвиг. Огнём своей батареи уничтожил до 40 солдат, разбил шесть огневых точек врага.
Также проявил героизм 24 февраля 1945 года в боях за плацдарм на реке Нейсе в деревне Грос-Гастрозе (Groß Gastrose). Противник силами до полка пехоты при поддержке орудий пошёл в контратаку. Старший лейтенант Попов под огнём противника, воодушевляя свой личный состав, развернул батарею на подступающего противника и прямой наводкой открыл уничтожающий огонь. Когда один наводчик орудия вышел из строя, Степан Попов стал за орудие сам и повёл огонь до последнего снаряда. В этом бою его батарея уничтожила до 100 солдат и офицеров, четыре огневых точки противника. Попов в этом бою погиб.

### Семья
Жена - Попова Мильда Яновна (дев. Петерссон)
- В 1941 году в Новокузнецке у него родился сын - Попов Юрий Степанович.
- В 1965 году родилась внучка — Попова Ирина Юрьевна.

## Награды
- Звание Героя Советского Союза присвоено 27 июня 1945 года посмертно.
- Награждён орденом Ленина.

## Память
- Биография Героя размещена в сборнике «Золотые звёзды Алтая» и включена в энциклопедию Алтайского края.
- Его имя увековечено на Мемориале Славы в городе Барнауле[3].